# Anères
Anères település Franciaországban, Hautes-Pyrénées megyében. Lakosainak száma 168 fő (2022. január 1.). Anères Saint-Laurent-de-Neste, Bizous, Hautaget, Nestier és Tuzaguet községekkel határos.

## Népesség
A település népességének változása:
| Lakosok száma | 180  | 184  | 181  | 174  | 172  | 171  | 171  | 169  | 168  |
|               | 2013 | 2015 | 2016 | 2017 | 2018 | 2019 | 2020 | 2021 | 2022 |